# 10078 Stanthorpe
A 10078 Stanthorpe (ideiglenes jelöléssel 1989 UJ3) a Naprendszer kisbolygóövében található aszteroida. T. Seki fedezte fel 1989. október 30-án.